# Pseudosaleniidae
De Pseudosaleniidae zijn een familie van uitgestorven zee-egels (Echinoidea) uit de orde Salenioida.

## Geslachten
- Pseudosalenia Cotteau, 1859 †